# Hyalinobatrachium ignioculus
Hyalinobatrachium cappellei là một loài ếch trong họ Centrolenidae. Chúng là loài đặc hữu của Guyana.
Môi trường sống tự nhiên của nó là các khu rừng đất thấp ẩm nhiệt đới hoặc cận nhiệt đới và sông.